# Веррей
Веррей (фр. Verrayes) — коммуна в Италии, располагается в регионе Валле-д’Аоста.
Население составляет 1306 человек (2008 г.), плотность населения составляет 59 чел./км². Занимает площадь 22 км². Почтовый индекс — 11020. Телефонный код — 0166.
Покровителем коммуны почитается святитель Мартин Турский, празднование 11 ноября.

## Демография
Динамика населения:

## Галерея
- Панорама Веррея, вид из Arboretum Pierre-Louis Vescoz
- Панорама Веррея, вид из Arboretum Pierre-Louis Vescoz
- Мэрия
- Храм св.Мартина
- Крестьянский дом
- Крепкий дом Салюар (фр. Maison forte Saluard)